# 罗克·莫日奇
罗克·莫日奇（2002年1月17日—）是一名斯洛文尼亚排球运动员，担任维罗纳排球俱乐部和斯洛文尼亚国家队的主攻。

## 个人生活
莫日奇的父母都是排球运动员。他的父親彼得·莫日奇是一名排球教练。